# Grodecz Menyhért
Szent Grodecz Menyhért (lengyelül Melchior Grodziecki) (Cieszyn (Teschen), 1584 – Kassa, 1619. szeptember 7.) a három kassai vértanú egyike.
Grodecz Menyhért középiskolai tanulmányait Bécsben a jezsuitáknál végezte, itt lépett a jezsuita rendbe, majd Jindřichův Hradecen (Henrichsgrätz) retorikát tanult és nyelvtant tanított. 1603-tól noviciátusát Brünnben töltötte. 1610-ben fejezte be filozófiai tanulmányait Prágában. Ezt követően nyelvtant tanított Kłodzkóban. 1614-ben pappá szentelték. Prágába kerül, ahol a szegény diákok otthonának igazgatója. A harmincéves háború elején a cseh rendek kiutasították Csehországból a jezsuitákat. Grodecz Menyhértet Kassára helyezik, ahol a helyőrség szláv és német híveit bízzák rá.
1619. szeptember 6-áról szeptember 7-ére virradó éjszaka Pongrácz Istvánnal és Kőrösi Márkkal együtt megkínozták, majd megölték, miután nem adta fel hitét.
Grodecz Menyhért boldoggá avatása után, mely 1905-ben X. Piusz által történt, szülővárosában Cieszynben a Szent Magdolna templomban kápolnát emeltek neki.
II. János Pál pápa avatta szentté 1995-ben a kassai repülőtéren tartott szentmiséjén Pongrácz Istvánnal és Kőrösi Márkkal együtt.